# OK Computer OKNOTOK 1997 2017
OK Computer OKNOTOK 1997 2017 — переиздание альбома 1997 года OK Computer английской альтернативной рок-группы Radiohead. Альбом был выпущен в июне 2017 года на лейбле XL Recordings, выкупившего права на весь материал группы её бывшего издателя — EMI, годом ранее. Релиз содержит все песни оригинального издания (в ремастеринговом формате), би-сайды синглов, а также три ранее неиздававшиеся песни: «I Promise», «Man of War» и «Lift». Подарочное издание альбома, состоящее из трёх пластинок, также включает книгу в твёрдом переплете с рисунками и текстами, книгу с заметками Тома Йорка и аудиокассету с демонстрационными и сессионными записями. В отличие от предыдущих релизов Radiohead, выпущенных фирмой EMI, группа сама подбирала материал для этого альбома.
Во время промокампании альбома было выпущено два сингла — «I Promise» и «Man of War», с клипами для них. Помимо этого, альбом рекламировался с помощью нескольких тизеров и онлайн-видео.

## Предыстория
Третий альбом Radiohead — OK Computer — был выпущен в июне 1997 года на лейбле EMI. Он был записан в период с 1996 по 1997 годы в помещениях St Catherine’s Court — исторического особняка, принадлежащего актрисе Джейн Сеймур, расположенного около Бата. Это был первый альбом коллектива, в работе над которым принимал участие Найджел Годрич, спродюсировавший все следующие пластинки коллектива и получивший неофициальное прозвище «шестой участник Radiohead».
OK Computer был первым альбомом группы, занявшим верхнюю строчку национального чарта Великобритании, благодаря чему был создан импульс для последующего коммерческого успеха пластинки по всему миру. В поддержку альбома было выпущено три сингла: «Paranoid Android», «No Surprises» и «Karma Police» (и ещё два промо), последний продемонстрировал наиболее успешные показатели на международном уровне. Помимо этого, OK Computer стал лауреатом премии «Грэмми» в категории «Лучший альтернативный альбом», а также получил номинацию на «Альбом года». Впоследствии OK Computer стал одним из основных фигурантов в различных списках «лучших британских альбомов всех времён».
Альбом 2003 года Hail to the Thief стал последним диском Radiohead, выпущенным на лейбле EMI. После этого группа сделала акцент на цифровую дистрибуцию, изданием записей коллектива на цифровых носителях занималась фирма XL Recordings. EMI сохранили авторские права на шесть альбомов Radiohead, записанных в период сотрудничества музыкантов с этим лейблом. После этого последовало несколько переизданий: в августе 2008 на виниле, а также в марте 2009 года в виде «коллекционного издания», которое представляло собой оригинальный альбом, дополненный бонус-материалами — би-сайдами и концертными версиями песен. В обоих случаях Radiohead не принимали участия в выпуске этих релизов. Впоследствии музыкальная пресса выражала обеспокоенность в связи с тем, что бывший лейбл просто эксплуатирует каталог старых записей Radiohead. Гитарист группы Эд О’Брайен критиковал EMI, называя издателя «фирмой, которая просто пытается вернуть каждый грош из ранее упущенных доходов», утверждая, что отдельной художественной ценности новое издание не представляет.
В феврале 2013 года лейбл Parlophone (дочерняя структура EMI) был куплен компанией Warner Music Group (WMG). В апреле 2016 года, в результате соглашения с торговой группой Impala, WMG передал права на каталог альбомов Radiohead фирме XL Recordings. Вскоре «коллекционные издания» этих пластинок, выпущенные без одобрения группы, были удалены из сервисов стримингового прослушивания музыки. В мае 2016 года XL Recordings переиздал каталог Radiohead на виниле, включая OK Computer.

## Содержание
Переиздание содержит ремастеринговую версию оригинального альбома, а также восемь би-сайдов и три ранее неиздававшихся трека: «I Promise», «Man of War» и «Lift». Бокс-сет включает в себя переиздание на виниле, книгу с иллюстрациями (твёрдая обложка), книгу с заметками Йорка, а также книгу с эскизами Йорка и создателя обложки Стэнли Донвуда. Помимо этого, бок-сет включает аудиокассету с демонстрационными и сессионными записями, включая аудио-эксперименты, две ранее неиздававшиеся песни «Attention» и «Are You Someone?», а также ранние версии треков «The National Anthem», «Motion Picture Soundtrack» и «Nude», выпущенных на более поздних альбомах.
Последний трек аудиокассеты — «OK Computer Program» — представляет собой «таинственную двухминутную вспышку скрипящих и клокочущих компьютерных звуков». Эти звуки можно пропустить через низкочастотный фильтр и использовать как входной сигнал для компьютера ZX Spectrum, который воспринимает их как небольшую программу. В начале программы перечисляются все участники группы и указывается дата её создания — 19 декабря 1996 года, после чего начинает звучать какофония «то ли абсолютно случайных, то ли акцентированно авангардных коротко тональных музыкальных нот». Также программа содержит секретное сообщение: «Поздравляем… вы нашли секретное сообщение сид жив хммммм. Мы должны выходить почаще». По мнению редакции портала Kotaku, эта строчка может быть «данью легендарному музыканту Сиду Барретту […] хотя кто может знать это наверняка?».

## Продвижение и релиз
В преддверии анонса переиздания — 2 мая 2017 года — Radiohead запустили промокампанию релиза, опубликовав в некоторых мегаполисах мира постеры с «загадочным» сообщением и датами 1997 и 2017, а также тизерное видео с изображением «глючной» компьютерной графики и текстом из песни «Climbing Up the Walls».
23 июня 2017 года было выпущено цифровое издание альбома, а также его версия на компакт-дисках, в июле состоялся релиз бокс-сета. В тот же период группа опубликовала цифровые версии синглов «I Promise» (2 июня) и «Man of War» (22 июня), доступные для скачивания тем, кто оформил предварительный заказ на OKNOTOK, с сопутствующими музыкальными видео.
Альбом возглавил британские чарты в первую неделю релиза, чему сопутствовало выступление Radiohead на фестивале Гластонбери в качестве хедлайнеров. 11 июля Radiohead выпустила анбоксинг-видео для специального издания OKNOTOK (бокс-сет). В видео фигурирует Чифтан Мьюс (англ. Chieftan Mews), персонаж, придуманный музыкантами группы, который появляется в веб-трансляциях и рекламных материалах, демонстрируя содержание специального издания. 12 сентября последовал релиз музыкального клипа на песню «Lift».

## Отзывы критиков
| OK Computer OKNOTOK 1997 2017 | OK Computer OKNOTOK 1997 2017 |
| Совокупная оценка             | Совокупная оценка             |
| Источник                      | Оценка                        |
| ----------------------------- | ----------------------------- |
| Metacritic                    | 100/100                       |
| Оценки критиков               |                               |
| Источник                      | Оценка                        |
| Consequence of Sound          | A+                            |
| Drowned in Sound              | 10/10                         |
| The Guardian                  | [ 30 ]                        |
| Mojo                          | [ 31 ]                        |
| The Observer                  | [ 32 ]                        |
| Pitchfork                     | 10/10                         |
| Q                             | [ 34 ]                        |
| Rolling Stone                 | [ 35 ]                        |
| Uncut                         | [ 36 ]                        |

Переиздание было высоко оценено музыкальными критиками; его рейтинг на сайте-агрегаторе Metacritic составляет 100 баллов из 100 на основе 15 рецензий, что соответствует «всеобщему признанию». Восторженные отзывы были сосредоточены  на раннее неизданном материале. Дэмиен Моррис из The Observer писал, что переиздание с его «превосходными» неизданными треками доказало, что Radiohead — «величайшая в мире рок-группа, раздвигающая границы возможного». PopMatters выбрал сингл «Man of War» как лучшую из новых песен. Журнал Pitchfork отметил, что лучшей особенностью переиздания было «услышать, как утраченный материал дополняет оригинальный альбом».
Обозреватель журнала Record Collector Джейми Эткинс похвалил новые песни и дополнительные материалы бокс-сета. Он особенно отмечал демоверсию песни «Motion Picture Soundtrack», написав: «Это одно из [лучших] выступлений в карьере [Йорка]. Вначале он звучит абсолютно ранимым, после чего — как бы упиваясь теми местами, где его голос способен вознести песню — в конце он становится чем-то совершенно буйным».

## Список композиций
Слова и музыка всех песен — Том Йорк, Джонни Гринвуд, Эд О’Брайен, Колин Гринвуд и Фил Селуэй.
| №                   | Название                      | Длительность |
| ------------------- | ----------------------------- | ------------ |
| 1.                  | «Airbag»                      | 4:44         |
| 2.                  | «Paranoid Android»            | 6:23         |
| 3.                  | «Subterranean Homesick Alien» | 4:27         |
| 4.                  | «Exit Music (For a Film)»     | 4:24         |
| 5.                  | «Let Down»                    | 4:59         |
| 6.                  | «Karma Police»                | 4:21         |
| 7.                  | «Fitter Happier»              | 1:57         |
| 8.                  | «Electioneering»              | 3:50         |
| 9.                  | «Climbing Up the Walls»       | 4:45         |
| 10.                 | «No Surprises»                | 3:48         |
| 11.                 | «Lucky»                       | 4:19         |
| 12.                 | «The Tourist»                 | 5:24         |
| Общая длительность: | Общая длительность:           | 53:21        |

| №                   | Название                           | Длительность |
| ------------------- | ---------------------------------- | ------------ |
| 1.                  | «I Promise» (Прежде не издавался)  | 3:59         |
| 2.                  | «Man of War» (Прежде не издавался) | 4:29         |
| 3.                  | «Lift» (Прежде не издавался)       | 4:06         |
| 4.                  | «Lull»                             | 2:25         |
| 5.                  | «Meeting in the Aisle»             | 3:07         |
| 6.                  | «Melatonin»                        | 2:08         |
| 7.                  | «A Reminder»                       | 3:52         |
| 8.                  | «Polyethylene (Parts 1 & 2)»       | 4:22         |
| 9.                  | «Pearly*»                          | 3:38         |
| 10.                 | «Palo Alto»                        | 3:51         |
| 11.                 | «How I Made My Millions»           | 3:07         |
| Общая длительность: | Общая длительность:                | 38:18        |

| №                   | Название | Длительность |
| ------------------- | --- | ------------ |
| 1.                  | «Cassette Side A" (38:50) - 1. "ZX Spectrum Symphony" (1:18) - 2. "AMS Hello" (0:19) - 3. "True Love Waits Tape Loop" (4:59) - 4. "Let Down (Thom 4-track)" (2:59) - 5. "I May be Paranoid but Not an Android" (0:16) - 6. "Attention (Thom 4-track)" (2:42) - 7. "Noise Sketch by Nigel Godrich" (1:15) - 8. "Climbing Up the Walls (Abbey Road Strings)" (1:15) - 9. "Someone Help This Guy" (0:30) - 10. "Motion Picture Soundtrack (Solo Piano)" (5:13) - 11. "Was That Recording?" (0:15) - 12. "The Jumbled Words of Climbing Up the Walls Read by Little Dan Clements" (1:21) - 13. "Lull (Ed's Guitar Infinite Reverb)" (1:31) - 14. "Airbag Drums Through Moog" (1:07) - 15. "Karma Police Space Echo" (1:56) - 16. "Karma Police Voice Through Telephone" (0:27) - 17. "(Talking)" (0:07) - 18. "Piano sketch by Jonny" (0:40) - 19. "Big Bird Story by Stanley Donwood" (2:04) - 20. "No Surprises (Soundcheck Demo)" (2:58) - 21. "Radio Chaser Noise" (0:24) - 22. "Fridge Buzz" (0:11) - 23. "True Love Waits Space Loop" (1:00) - 24. "(Talking)" (0:29) - 25. "Are You Someone?" (3:35)» |              |
| 2.                  | «Cassette Side B" (40:52) - 1. "Nigel Godrich AMS Delay" (0:54) - 2. "Jonny's Radio from Climbing Up the Walls" (1:15) - 3. "Climbing Up the walls (Thom 4-track)" (3:58) - 4. "A Piano Lies Down in the Middle of the Road" (2:36) - 5. "Transposing Noise Sketch by Nigel Godrich" (2:07) - 6. "Paranoid Android (Johnny & Thom Demo)" (1:22) - 7. "Alternate Paranoid Android Outro (Live in Pittsburgh)" (2:21) - 8. "An Airbag Saved My Life (Demo)" (4:15) - 9. "(Talking)" (0:23) - 10. "Paranoid Android Loud Room at St Catherine's" (0:56) - 11. "Nigel Godrich AMS Paranoid Android Guitar Sample" (1:44) - 12. "Nude (Demo)" (5:31) - 13. "The National Anthem (Thom 4-track)" (3:19) - 14. "Ambient Loops" (0:45) - 15. "Man of War (Live in Montpellier)" (4:28) - 16. "Nigel Godrich AMS Delay" (0:37) - 17. "Thom's Acoustic as Microphone in Climbing Up the Walls" (2:23) - 18. "OK Computer Program" (1:57)» |              |
| Общая длительность: | Общая длительность: | 1:19:42      |

## Участники записи
Radiohead
- Том Йорк — вокал, гитара, фортепиано, лэптоп
- Джонни Гринвуд — гитара, клавишные, фортепиано, орга́н, ксилофон, струнные
- Эд О'Брайен — гитара, перкуссия, бэк-вокал
- Колин Гринвуд — бас-гитара, клавишные, перкуссия
- Фил Селуэй — ударные, перкуссия

Дополнительный персонал
- Крис Блэр — мастеринг
- Найджел Годрич — продюсирование, инжиниринг
- Ник Ингман — дирижёр (струнные инструменты)
- Джим Уоррен — звукоинженер
- Джерард Наварро — студийный ассистент (оригинальная запись)
- Джон Бэйли — студийный ассистент (оригинальная запись)
- Крис Скэрд — студийный ассистент (оригинальная запись)
- Королевский филармонический оркестр — струнные инструменты на треке «Man of War»
- Роберт Зиглер — дирижёр (струнные инструменты) на «Man of War»
- Сэм Петтс Дэвис — звукоинженер (струнные инструменты) на «Man of War»
- Фиона Круикшенк — звукоинженер (струнные инструменты) на «Man of War»
- Боб Людвиг — ремастеринг
- Стэнли Донвуд — иллюстрирование
- Том Йорк — изображения

## Чарты
| Чарт (2017)        | Высшая позиция |
| ------------------ | -------------- |
| Австралия          | 6              |
| Бельгия (Валлония) | 6              |
| Бельгия (Фландрия) | 10             |
| Великобритания     | 2              |
| Германия           | 13             |
| Испания            | 11             |
| Италия             | 11             |
| Канада             | 10             |
| Нидерланды         | 5              |

| Чарт (2017)                  | Высшая позиция |
| ---------------------------- | -------------- |
| Новая Зеландия               | 7              |
| Норвегия                     | 20             |
| Польша                       | 18             |
| Португалия                   | 6              |
| США (Billboard 200)          | 23             |
| США (Top Alternative Albums) | 3              |
| США (Top Rock Albums)        | 3              |
| Финляндия                    | 12             |
| Швейцария                    | 16             |
| Шотландия                    | 1              |